# ハーバーステージ横浜北仲

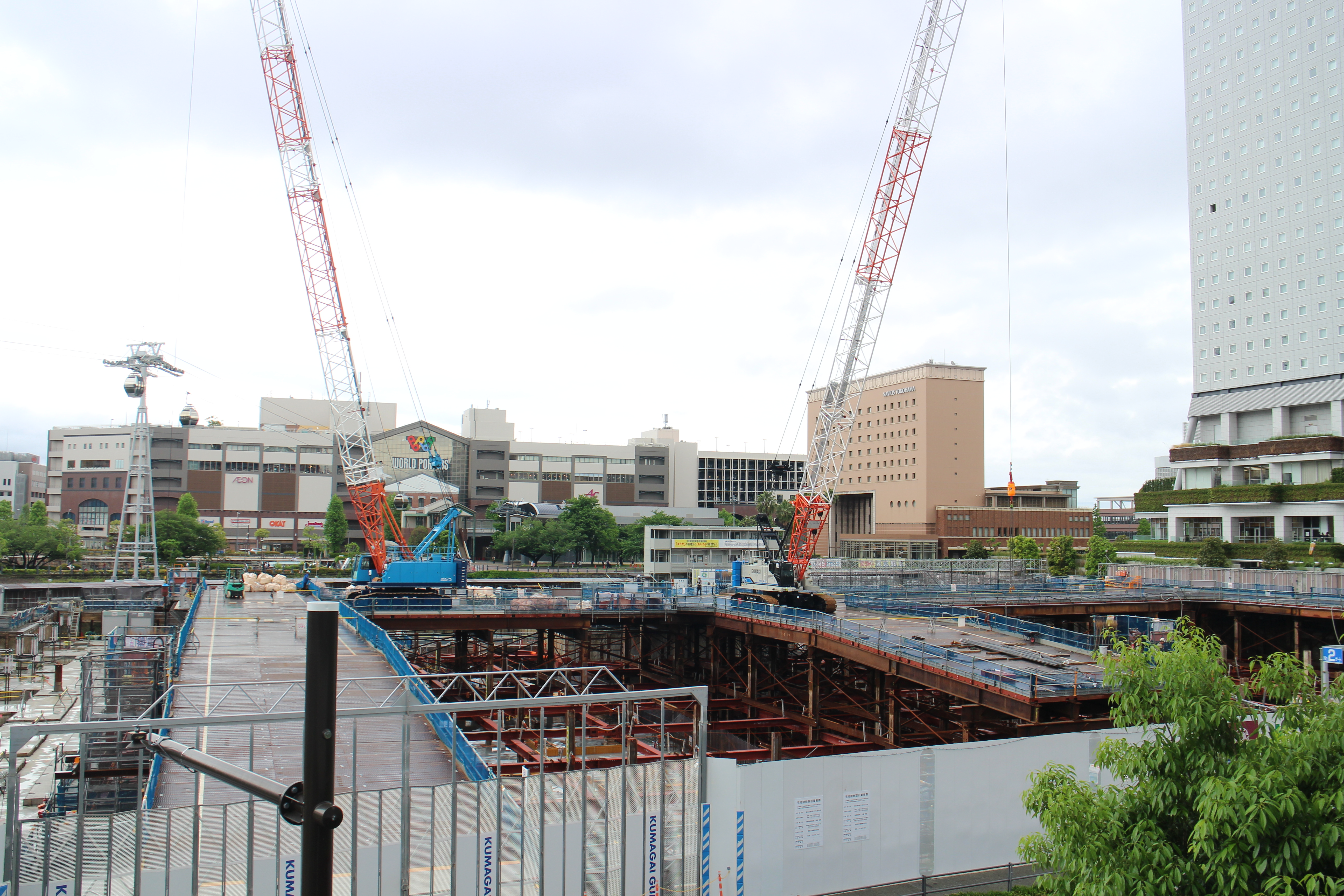
開発敷地（2025年5月）

ハーバーステージ横浜北仲（ーよこはまきたなか、HARBOR STAGE YOKOHAMA KITANAKA）は、神奈川県横浜市中区にある再開発計画街区の名称。北仲通北地区のB-1地区（敷地面積: 12,345.18m2）に該当する。開発事業者は東急不動産、京浜急行電鉄、第一生命保険。設計は熊谷組と東急設計コンサルタント設計共同企業体が担当し、施工は熊谷組が担当する。

## 概要
2023年11月に着工し、2027年秋頃完成予定である。北仲通地区再開発事業の一環であり、仮名称は北仲通北地区B-1地区であったが、2025年5月8日、街区名称を「ハーバーステージ横浜北仲」に決定したと発表。
地下1階、地上40階建て、高さ約150m（最高高さ158m）の超高層ビルを建設し、1階から2階までに商業施設が入居する（低層部商業ゾーン）ほか、2階から6階（西側の低層棟）にはオフィスを設ける予定。さらに北側の水辺には芝生広場が設けられ、西側の屋外空間にはみなとみらいを一望できる眺望スポットとして階段と踊り場を整備（夜は通路の床を「光の道」としてライトアップ）するほか、西側のランドスケープ（前述の眺望スポットの下部空間）にはシェア型農園の導入も計画されている。
超高層ビル（高層棟）の大半は東急不動産のマンション「ブランズタワー横浜北仲」として分譲する予定で、2027年11月に竣工し2028年3月の引渡しを予定している。